# Proagonistes africanus
Proagonistes africanus är en tvåvingeart som först beskrevs av Ricardo 1925.  Proagonistes africanus ingår i släktet Proagonistes och familjen rovflugor. Inga underarter finns listade i Catalogue of Life.